# Guido Jendritzko
 Guido Jendritzko  (* 31. Januar 1925 in Kirchhain, Niederlausitz; † 1. Oktober 2009 in Wuppertal) war ein deutscher Bildhauer, Maler, Grafiker und Fotograf. Er war ein wichtiger und vielseitiger Vertreter der Abstrakten Kunst nach dem Zweiten Weltkrieg.

## Leben

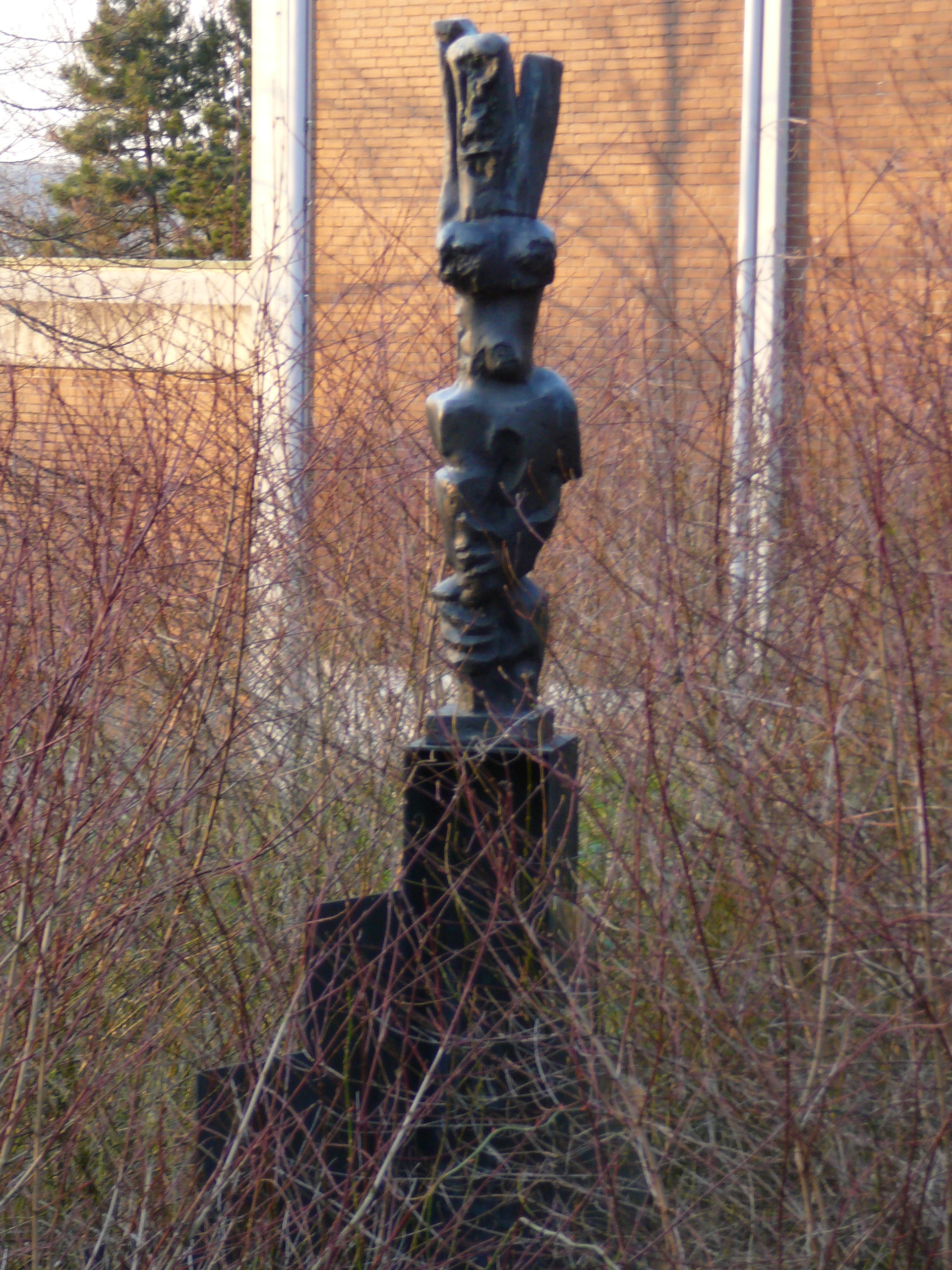
Siegespose, 1988 von Guido Jendritzko

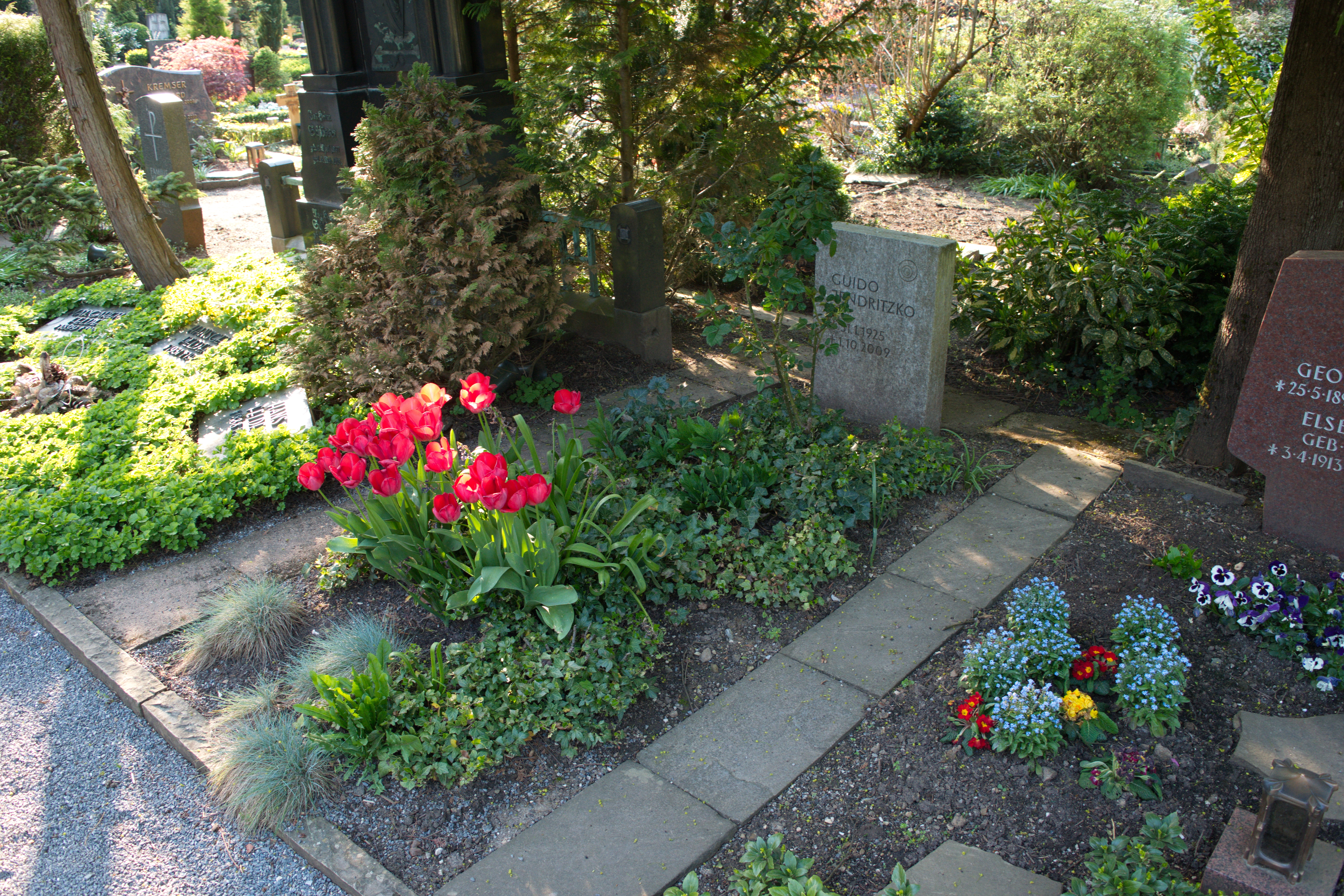
Grabstätte Jendritzkos

Guido Jendritzko studierte von 1950 bis 1956 an der Hochschule für bildende Künste in Berlin als Meisterschüler von Karl Hartung. Er war 1957 Stipendiat des Kulturkreises der deutschen Wirtschaft. Im selben Jahr erhielt er den Deutschen Kritikerpreis vom Verband der deutschen Kritiker e. V. in der Sparte Bildende Kunst. Im Jahr 1959 war Jendritzko Teilnehmer der Documenta II in Kassel in der Abteilung Plastik. 1960 wurde er mit dem Villa-Romana-Preis ausgezeichnet. Guido Jendritzko war seit 1964 Dozent an der früheren Werkkunstschule Wuppertal und von 1973 bis 1990 Professor für Freie Plastik an der Gesamthochschule Wuppertal.
Stets kulturpolitisch engagiert, beteiligte sich Guido Jendritzko beispielsweise Anfang der 1970er Jahre konstruktiv an der Wuppertaler Debatte zur Frage des Neubaus des Von der Heydt-Museums. Im Auftrage des eigens konstituierten „Arbeitskreises für das neue Museum“, einer Bürgerinitiative, und im Bunde mit dem Happening-Künstler und Dozenten der Hochschule für bildende Künste Hamburg Bazon Brock sowie dem Dichter und in der Volkshochschule Wuppertal für Literatur und Kunst zuständigen Dozenten Gerd Hergen Lübben, forderte Jendritzko die Öffentlichkeit der Sitzungen eines ursprünglich geplanten „nichtöffentlichen Hearings“ mit ausgesuchten „Museumsfachleuten“ Jendritzkos Forderung hatte den Erfolg, dass die Öffentlichkeit dann zwar zugelassen wurde, nicht aber die zugleich erbetene partnerschaftliche Beteiligung der Bürgerinitiative. – Für mediales Aufsehen und Einbeziehung in die öffentliche Erörterung sorgte dann doch noch die von Guido Jendritzko gemeinsam mit den Dozenten Gerd Hergen Lübben und Edgar Bach vorgelegte Schrift „NEUES MUSEUM. Ein Konzept“. Die Neue Ruhr Zeitung (NRZ) notierte dazu: „Die Autoren gehen davon aus, Kunst nicht mehr im ästhetischen Freiraum der Gesellschaft schweben zu lassen. Auf Erkenntnis-, Bewusstseins- und Aktivitätserweiterung seiner Besucher soll das neue Museum hinwirken“; und der von Jendritzko gezeichnete „Distributionsplan“ des neuen Museumskonzepts führte zu dem NRZ-Ausruf: „Als wär’s ein neues Gedicht! Es schaut aus wie avantgardistische Lyrik.“
Er starb, fünf Tage nachdem ihn am 26. September 2009 unbekannte Anhänger des Vereins Borussia Dortmund im Hauptbahnhof Wuppertal umgerannt hatten. Die Obduktion ergab allerdings, dass er offenbar nicht direkt an den Folgen der dabei erlittenen Sturzverletzungen gestorben war, sondern an einer Lungenentzündung.
Guido Jendritzko war Mitglied im Deutschen Künstlerbund.